# Герб Піщанського району
Герб Піщанського району — офіційний символ Піщанського району, затверджений рішенням сесії районної ради.

## Опис
На лазуровому щиті золотий роздвоєний сніп, з якого виходить золотий кадуцей, супроводжуваний угорі срібним уширеним хрестом, знизу двома срібними шаблями в косий хрест і золотою чотирипроменевою зіркою. В главі золотий напис "Піщанка". Щит облямований золотим декоративним картушем і увінчаний срібною мурованою короною.